# Nyctonympha punctata
Nyctonympha punctata là một loài bọ cánh cứng trong họ Cerambycidae.